# Crédit Foncier d'Algérie et de Tunisie
Crédit Foncier d'Algérie et de Tunisie (CFAT) fue un banco antiguo fundado en 1880.

## Historia
Crédit Foncier de France creó una filial en Argelia en 1880, titulada Crédit Foncier et Agricole d'Algérie. Extendió sus actividades a Túnez en 1909, absorbiendo Crédit Foncier de Tunisie y tomando el nombre de Crédit Foncier d'Algérie et de Tunisie, y luego se extendió a Marruecos en 1913.
Toma el nombre de Société centrale de banque (CFAT).
Fue el principal banco comercial en Argelia, y su actividad en este país fue transferida al Banco Nacional de Argelia en 1966. En Túnez se convirtió en el Amen Bank.

## Líderes
- 1902-1937: André Lebon
- 1937-1944: Xavier Loisy